# جام یوفا ۰۵–۲۰۰۴
جام یوفا ۰۵–۲۰۰۴، سی و چهارمین فصل از جام یوفا، مسابقات فوتبال باشگاهی سطح دوم اروپا بود که توسط یوفا سازماندهی شد و با قهرمانی زسکا مسکو به پایان رسید.